# Tito Jackson
Toriano Adaryll "Tito" Jackson (født 15. oktober 1953 i Gary, Indiana, død 15. september 2024) var en amerikansk sanger og guitarist.
Tito Jackson var et af de originale medlemmer af The Jackson 5 og The Jacksons, der opnåede stor popularitet i slutningen af 1960'erne på pladeselskabet Motown Records og senere i 1970'erne på pladeselskabet Epic Records.

## Filmografi

### Studiealbums
| Titel            | Albumdetaljer                                                                                          | Ref   |
| ---------------- | --- | ----- |
| Tito Time        | - Released December 21, 2016 - Label: Play It Right Music - Formats: CD, digital download              | [ 2 ] |
| Under Your Spell | - Released August 6, 2021 - Label: Gulf Coast / Hillside Global - Formats: CD, vinyl, digital download | [ 3 ] |

### Singler
| "Get It Baby" (featuring Big Daddy Kane)                                      | 2016 | 20 | Tito Time                                 |
| "When the Magic Happens"                                                      | 2017 | —  | Tito Time                                 |
| "One Way Street"                                                              | 2017 | 29 | Tito Time                                 |
| "We Made It"                                                                  | 2018 | —  | Tito Time                                 |
| "Make Your Mind Up"                                                           | 2020 | —  | Skabelon:Non-album single [kilde mangler] |
| "Love One Another"                                                            | 2021 | —  | Under Your Spell                          |
| "—" denotes items which were not released in that country or failed to chart. |      |    |                                           |